# Берберийская каменная куропатка

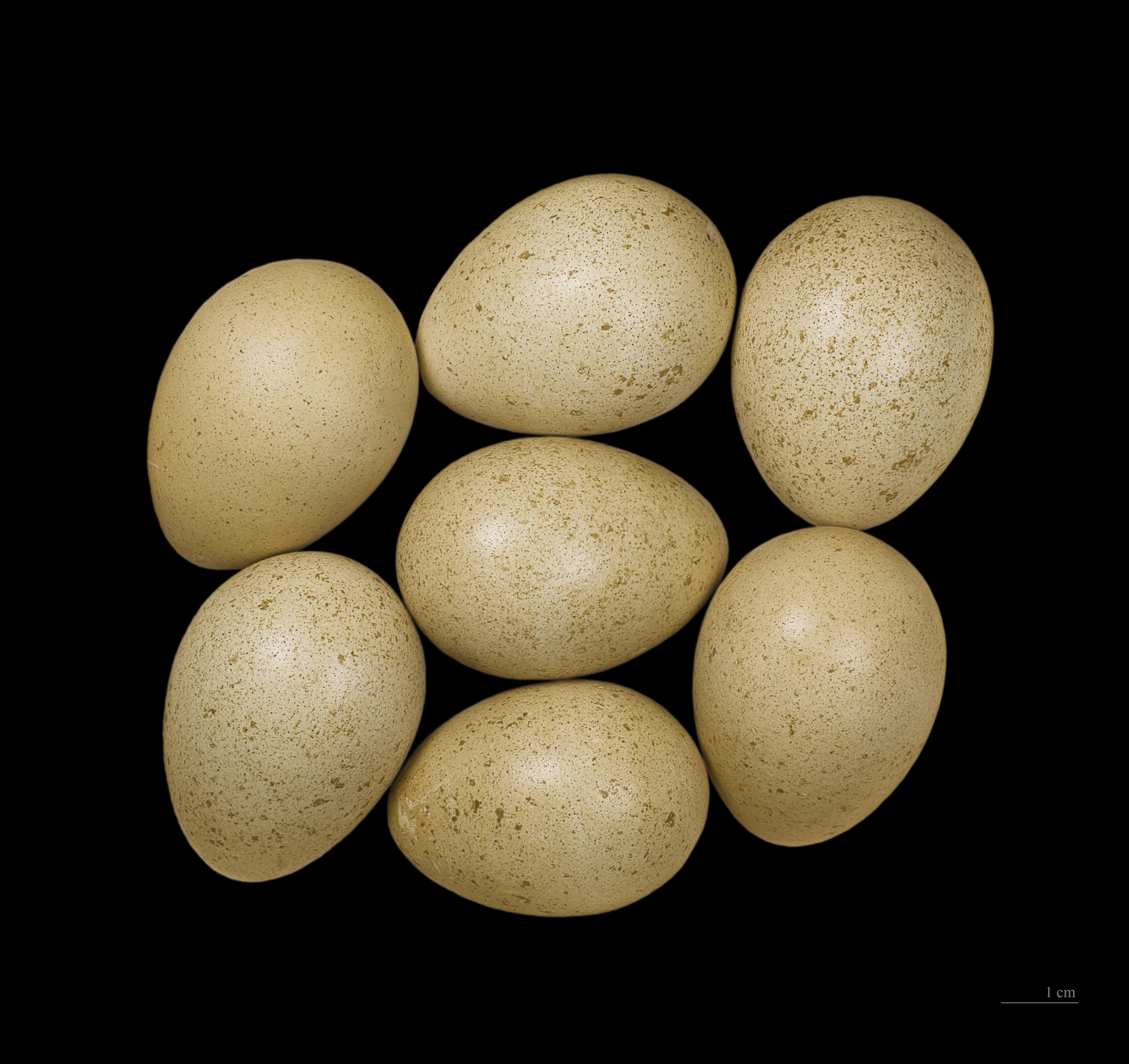

Берберийская каменная куропа́тка (лат. Alectoris barbara) — птица семейства фазановых.

## Описание
Берберийская каменная куропатка похожа на европейского кеклика. Главный отличительный признак — это пятно на горле и голубовато-серые «брови». Кроме того, у берберийской каменной куропатки на шее имеется каштаново-коричневая полоса с белыми пятнами. За глазом проходит длинная, вертикальная, полоса розового цвета.
Робкая птица ведёт одиночный образ жизни, обитает на земле, летает очень редко.

## Распространение
Область распространения простирается от северной Сахары до северо-западного Египта и Марокко. Встречается также на островах Фуэртевентура, Тенерифе, Лансароте и Гомера, куда, вероятно, была завезена человеком. Обитающая на Сардинии популяция, возможно также была интродуцирована.
Вид очень адаптивен. Наряду с обрабатываемыми землями он обитает в степях, поросших молочаем, в эвкалиптовых лесах, а также в горах вплоть до границы снега.

## Размножение
В кладке от 10 до 14 яиц, покрытых красно-коричневыми крапинами. Инкубационный период составляет 25 дней. Молодые птицы остаются вместе со взрослыми птицами вплоть до следующего периода гнездования.

## Классификация
Международный союз орнитологов выделяет четыре подвида:
- A. b. koeningi — северо-запад Марокко, завезена на Канарские острова и север Испании
- A. b. barbara — север Марокко и Алжир; Сардиния (интродуцирована?)
- A. b. spatzi — север Марокко до центрального Алжира и севера Туниса
- A. b. barbata — Ливия и северо-запад Египта

## Разное
Берберийская каменная куропатка является национальной птицей Гибралтара.